# Marcinków (Bystrzyca Kłodzka)
Marcinków (deutsch: Martinsberg) ist ein Ort in der Stadt- und Landgemeinde Bystrzyca Kłodzka im Powiat Kłodzki der Woiwodschaft Niederschlesien in Polen. Es liegt sieben Kilometer südöstlich von Bystrzyca Kłodzka (Habelschwerdt).

## Geographie
Marcinków liegt im Südosten des Glatzer Kessels in den nördlichen Ausläufern des Glatzer Schneegebirges. Nachbarorte sind Konradów (Konradswalde) im Norden, Czatków (Tschihak) und Rogóżka (Wolmsdorf) im Osten, Sienna (Heudorf) und Janowa Góra (Johannesberg) im Südosten, Kamienna (Steingrund) sowie Idzików (Kieslingswalde) im Westen und Nowy Waliszów (Neu Waltersdorf) im Nordwesten. Südlich erhebt sich der 904 m hohe Dürre(r) Berg (polnisch Suchon).

## Geschichte
Martinsberg wurde erstmals 1343 als „Mertetindorf“ erwähnt. Weitere Schreibweisen waren „Merbotinsdorf“ (1346), „Merbetendorf“ (1465), „Merzdorf/Mertzberg“ (1560) und „Merttensberg“ (1625). Es gehörte zur Herrschaft Karpenstein im Glatzer Land und gelangte nach deren Zerstörung 1443 an die landesherrliche Amtsverwaltung in Glatz und ab 1526 an die Böhmische Kammer. Daneben bestand auch ein Freirichtergut.
Der Kammeranteil von Martinsberg wurde 1684 zusammen mit zahlreichen anderen Kammerdörfern im Landecker und Habelschwerdter Distrikt dem Glatzer Landeshauptmann Michael Wenzel von Althann verkauft, dem bereits die Herrschaften Mittelwalde, Wölfelsdorf und Schönfeld gehörten. Damals bestand der Martinsberger Kammer- bzw. Dominialanteil aus 26 Bauern, einem Feldgärtner und zehn Häuslern.
Aus den im Landecker Distrikt gelegenen Kammerdörfern bildete Michael Wenzel von Althann die Herrschaft Seitenberg, zu der auch Martinsberg gehörte. Nach dessen Tod 1686 erbte die Herrschaft Seitenberg, die nicht zum Majoratsgut gehörte und frei vererbt werden konnte, seine Witwe Anna Maria von Aspremont. Von dieser gelangte sie 1723 an ihren Sohn, der Waitzener Bischof Kardinal Michael Friedrich von Althann. Er verkaufte die Herrschaft Seitendorf 1733, ein Jahr vor seinem Tode, dem Reichsgrafen Georg Olivier von Wallis. Dieser löste Martinsberg von der Herrschaft Seitenberg und verband es mit seiner Herrschaft Plomnitz (Plomnitz). Nach dessen Tod um 1744 erbte die Besitzungen sein Sohn Stephan Olivier von Wallis.
Seit dem 16. Jahrhundert wurde ein Bergbau nach Blei- und Silbererzen betrieben, der durch den Dreißigjährigen Krieg unterbrochen und 1749 wieder aufgenommen wurde. Da die Ausbeute gering war, wurde er in der zweiten Hälfte des 18. Jahrhunderts aufgegeben.
Nach dem Ersten Schlesischen Krieg 1742 und endgültig mit dem Hubertusburger Frieden 1763 fiel Martinsberg zusammen mit der Grafschaft Glatz an Preußen. 1783 verkaufte Stephan Olivier von Wallis seine Besitzungen dem Erblandbaudirektor Friedrich Wilhelm von Schlabrendorf auf Hassitz und Stolz. Dieser veräußerte 1789 die Herrschaften Seitenberg und Plomnitz, behielt jedoch Martinsberg sowie die Dörfer Winkeldorf, Wolmsdorf und Weißwasser weiterhin in seinem Besitz. Diese Dörfer vereinte er mit seiner Herrschaft Kunzendorf. 1799 zählte Martinsberg 370 Einwohner.
Nach der Neugliederung Preußens gehörte Martinsberg ab 1815 zur Provinz Schlesien und wurde zunächst dem Landkreis Glatz und 1818 dem neu geschaffenen Landkreis Habelschwerdt eingegliedert, mit dem es bis 1945 verbunden blieb. 1874 wurde die Landgemeinde Martinsberg dem Amtsbezirk Kieslingswalde zugewiesen, zu dem auch die Landgemeinden Glasegrund, Marienau, Neudorf, Plomnitz, Steingrund und Weißwasser gehörten. 1939 wurden 424 Einwohner gezählt.
Als Folge des Zweiten Weltkriegs fiel Martinsberg 1945 wie fast ganz Schlesien an Polen und wurde in Marcinków umbenannt. Die deutsche Bevölkerung wurde vertrieben. Da in den Nachkriegsjahren zahlreiche Häuser und landwirtschaftliche Gehöfte nicht bewirtschaftet und dem Verfall preisgegeben wurden, entvölkerte sich das Dorf in den nächsten Jahrzehnten bis auf einige wenige Einwohner. 1975–1998 gehörte Marcinków zur Woiwodschaft Wałbrzych (Waldenburg).

### Das Freirichtergut
Das Freirichtergut war seit Mitte des 16. Jahrhunderts im Besitz der Familie Kristen. Obwohl Jeremias Kristen 1625 wegen seiner Beteiligung am Böhmischen Ständeaufstand von 1618 zu einer Strafe von 200 Talern und 24 Kreuzern verurteilt wurde, entging das Freirichtergut der Konfiskation durch den böhmischen Landesherrn Ferdinand II. 1799 gehörten zum Richtergut je ein Bauer, Schmied, Schuster und Schneider sowie sieben Robotgärtner.

### Kirchliche Verhältnisse und Kirche St. Martin
Mit Erlaubnis des Glatzer königlichen Rentamtes wurde 1598 eine kleine Begräbniskirche von den drei Gemeinden Martinsberg, Heudorf und Weißwasser errichtet. Während dieser Zeit bekannten sich die Bewohner fast ausnahmslos zum lutherischen Glauben, und die Kirche war eine Filiale der damals evangelischen Pfarrkirche von Konradswalde. Nachdem 1604 Konradswalde wiederum mit einem katholischen Pfarrer besetzt wurde, versorgte dieser auch Martinsberg. Während des Böhmischen Ständeaufstands von 1618 wurde er von den Einwohnern, die noch immer eifrige Lutheraner waren, vertrieben. Sie erhielten vom Direktorium die Erlaubnis, wiederum einen evangelischen Pfarrer ihrer Wahl anzustellen. Nach der Rückeroberung der Grafschaft Glatz durch die Kaiserlichen am 26. Oktober 1622 mussten alle lutherischen Prediger die Grafschaft verlassen. Die Seelsorge über Martinsberg wurde nun den katholischen Pfarrern von Neuwaltersdorf und Konradswalde übertragen. Die ohne Erlaubnis des Prager Konsistoriums 1598 erbaute Begräbniskirche durfte nicht mehr benutzt werden und verfiel. Erst 1701 wurde erlaubt, sie für Gottesdienste zu nutzen. Anschließend wurde sie auf Kosten der Dörfer Martinsberg und Weißwasser wieder instand gesetzt und am 19. Oktober 1701 durch den Glatzer Dechanten Elias Schreiber, der als Pfarrer in Kunzendorf amtierte, dem hl. Martin geweiht. 1779 wurde die Kirche erweitert und eine Sakristei angebaut sowie ein neuer Seitenaltar errichtet. 1796 lieferte der Orgelbauer Johann Kottner aus Weidenau eine Orgel. Bis 1945 gehörte der größte Teil des Dorfes zur Pfarrkirche Neu Waltersdorf; der am östlichen Abhang des Berges gelegene Teil, der als Tschihak bezeichnet wurde, gehörte zur Pfarrkirche Konradswalde. Nach dem Zweiten Weltkrieg wurde die Kirche dem Verfall preisgegeben. Ruinen sind noch erhalten.